# Claves
A claves (spanyol eredetű szó, magyaros kiejtése: „klávesz”) vagy másképp tikfa idiofon ütőhangszer, amely egy pár 20–30 mm vastag, 20–30 cm hosszú rúdból áll, melyek összeütve  éles, kattanó hangot adnak. Hagyományosan fából készülnek, jellemzően rózsafából, ébenfából vagy grenadillából. Manapság üvegszálból vagy műanyagból is készülhetnek. A claves néha üreges a hang erősítése céljából. 
A claves-szerű hangszerekre sok példa található a világ minden tájáról.
A clavesen való játszás alapelve, hogy legalább egyikük rezonáljon. A szokásos módszer az, ha a kezét enyhén behajlítva tartjuk a passzív kéz hüvelykujjával és a többi ujj ujjhegyével, tenyérrel felfelé. A kéz így mint rezonanciakamra működik. Minél inkább ujjbeggyel tartjuk a clavest, annál erősebb a hang. A másik clavest a domináns kéz tartja a végénél fogva, ezzel mint egy dobverővel ütünk a másik clavesra középtájon.

## Fordítás
- Ez a szócikk részben vagy egészben  a   Claves című angol Wikipédia-szócikk ezen változatának fordításán alapul.  Az eredeti cikk szerkesztőit annak laptörténete sorolja fel. Ez a jelzés csupán a megfogalmazás eredetét és a szerzői jogokat jelzi, nem szolgál a cikkben szereplő információk forrásmegjelöléseként.